# Бароссадойч
Бароссадойч (нем. Barossadeutsch) — диалект немецкого языка, который использовался в районе Долины Баросса недалеко от Аделаиды в австралийском штате Южная Австралия. Его возникновение связано с переселением немцев в Австралию в 1842 году в поисках религиозной свободы. Это были преимущественно выходцы из Силезии, Пруссии и Познани, диалекты которых были достаточно схожими.
Бароссадойч представлял собой контактный язык, образованный из немецкой основы с английскими вкраплениями, причём по большей части лексическими. Это делало его понятным немцам, так как в целом он не далеко отошёл от литературного языка, а лишь использовал некоторые английские обозначения для описания новых явлений, предметов и понятий. Например, предложение Der rabbit ist über den fence gejumpt und hat die carrots abgenibbelt грамматически оформлено согласно немецким стандартам, но лексика частично английская. (См. грамматические особенности глагола в форме второго причастия: слова gejumpt и abgenibbelt изменяются как слабые глаголы, присоединяя грамматические аффиксы с учётом наличия отделяемого полупрефикса во втором слове). Перевод предложения на немецкий: Der Hase ist über den Zaun gehüpft und hat die Karotten abgenagt. Русский перевод: Заяц перепрыгнул через забор и погрыз всю посевную морковь.
Во время Первой мировой войны в Австралии использование немецкого языка, включая все его диалекты, существенно подавлялось. Переименовывались улицы и немецкие географические названия, поток немецких переселенцев прекратился. В послевоенное время использование бароссадойч прекращено.